# Лісковиця (район Чернігова)
Ліско́виця — історична місцевість (район) Чернігова. Разом з Валом, є однією з найбільш стародавніх частин міста. Розташована на теренах Новозаводського адміністративного району, частково на території Національного архітектурно--історичного заповідника «Чернігів стародавній» на відстані трьох кілометрів від Валу і двох — від Єлецького Успенського монастиря.

## Територія

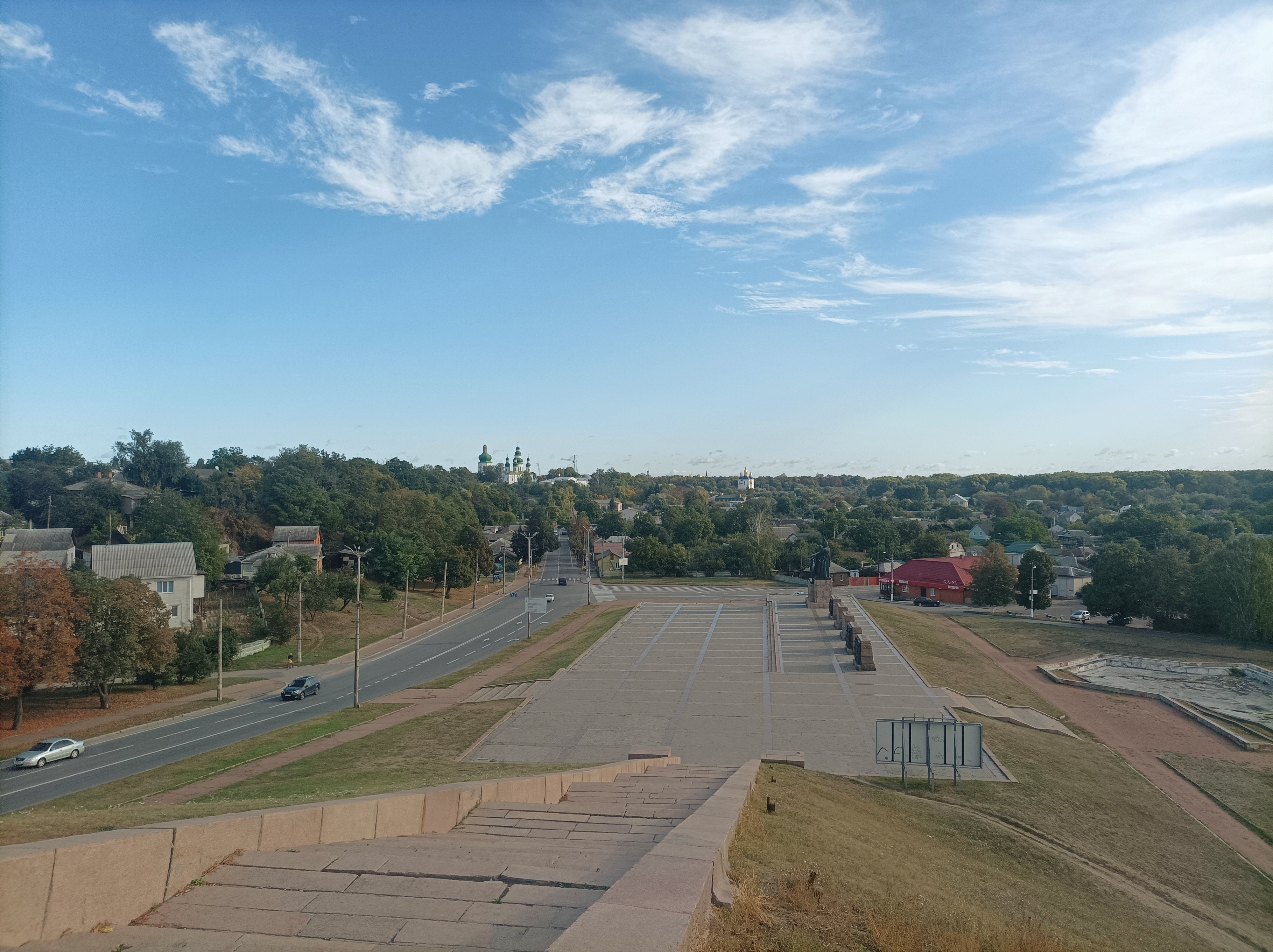
Вид на Лісковицю з Болдиної гори

Терени даної історичної місцевості (району) з півночі обмежені вулицею Льва Толстого, зі сходу — проспектом Миру, із заходу — залізничною гілкою Чернігів — Ніжин Південно-Західної залізниці. Південніше розташовані урочище, парк пам'яток садово-паркового мистецтва Пролетарський гай і «земснаряд» — штучна водойма, одне з місць відпочинку чернігівців.
Забудова представлена переважно приватними будинками. Західніше Болдиної гори у 50-х роках збудовано «хрущовки» селища працівників Чернігівської теплоелектроцентралі (селище ТЕЦ). Мережа централізованої каналізації в присадибній забудові відсутня.

### Вулиці
| - Бланка, - Варзара, - Висока, - Гайова (з провулком), - Іллінська, - Кропивницького, | - Лісковицька, - Льва Толстого (з провулком), - Лисенка, - Нахімова (з провулком), - Старопосадська, | - Старостиженська, - Тиха (з провулком), - Феодосія Углицького, - Ушакова (з провулком) - Івана Мазепи (до 2016 року Щорса, фрагмент). |

## Соціальна сфера

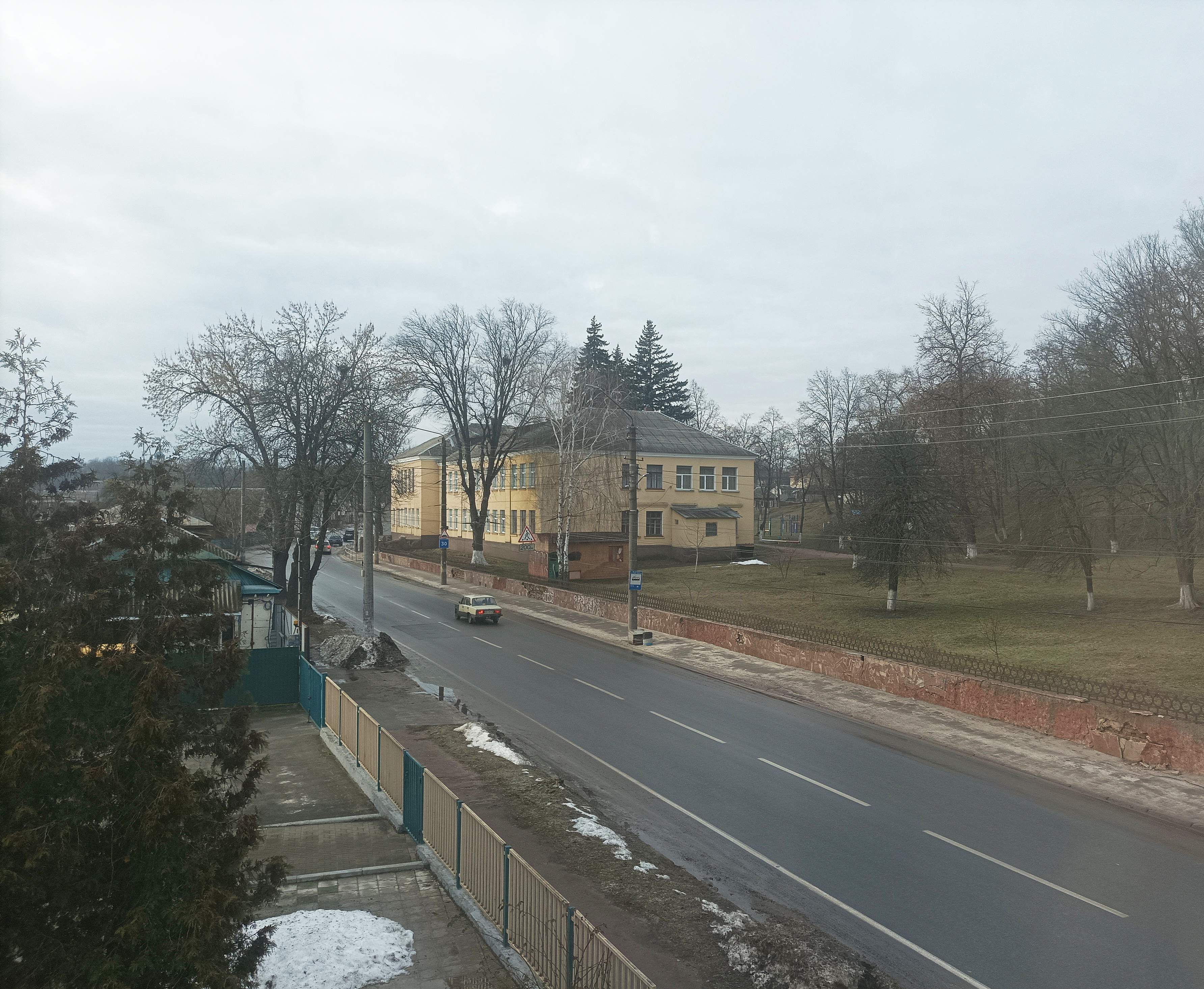
вул. Толстого, будівля школи № 4

На теренах мікрорайону розташовані дві загальноосвітні школи (№ 4, 24), один дитячий садочок (№ 26), а в Троїцько-Іллінському монастирі (заснованому в XI столітті) діє духовне училище.

## Транспорт

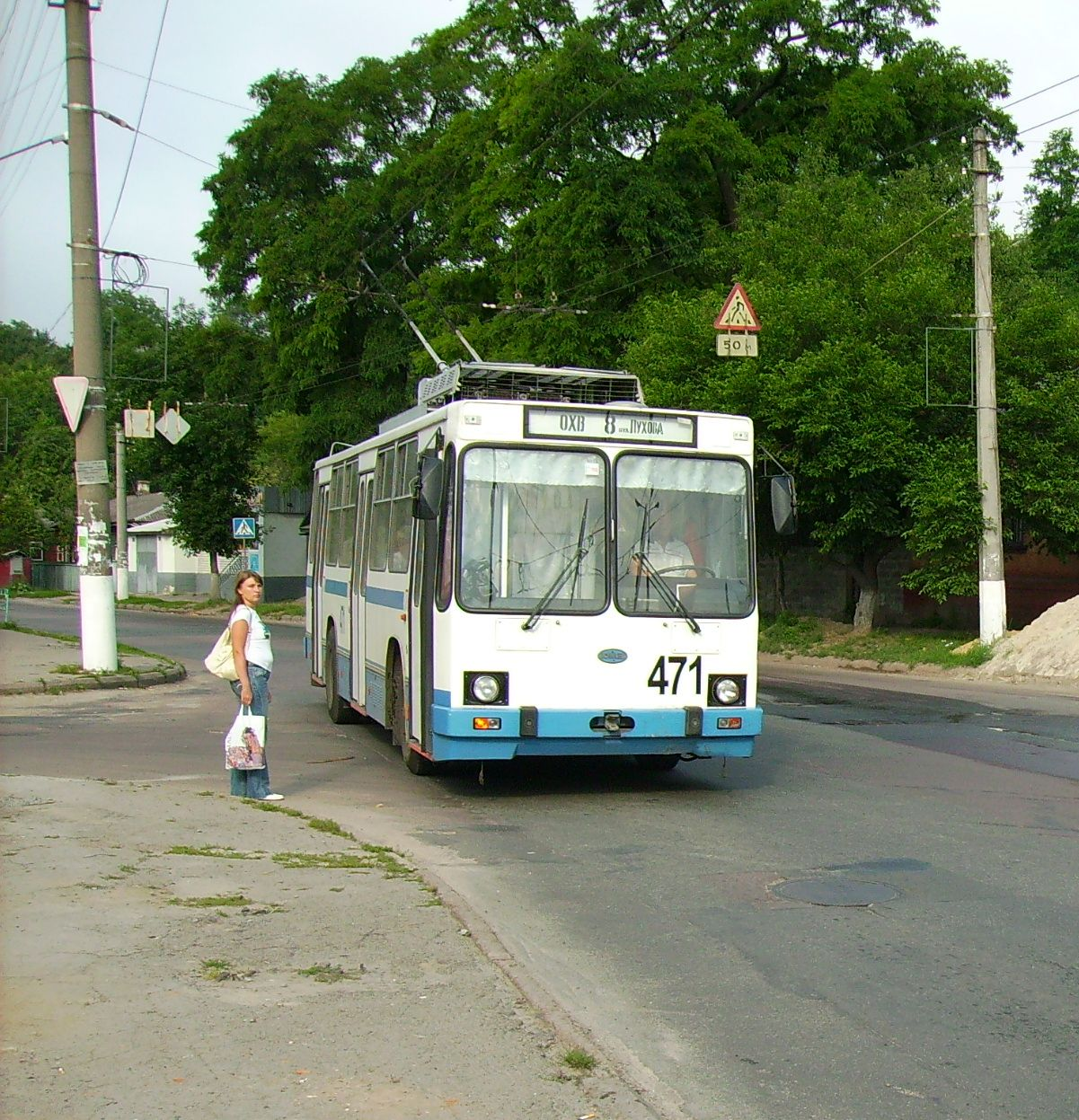
Вулиця Льва Толстого

Вулиця Льва Толстого — головна транспортна артерія Лісковиці, по котрій проходять маршрути тролейбуса № 8, автобусів № 25 (також йде по Лісковицькій), 27.

## Пам'ятки
На Болдиній горі знаходиться цілий комплекс археологічних, архітектурних та історичних пам'яток:
- Іллінська церква (пам'ятка архітектури XII століття) з музеєм Антонієві печери,
- Свято-Троїцький кафедральний собор (пам'ятка архітектури XVIII століття) з 58-метровою дзвіницею (1775 рік) Троїцько-Іллінського монастиря (заснованого у XI столітті),
- меморіал Слави з «вічним вогнем»,
- пам'ятник на могилі Л. І. Глібова,
- пам'ятник на могилі М. М. Коцюбинського,
- могила О. В. Марковича,
- кургани Гульбище і Безіменний (датовані кінцем IX — початком X століття).

Біля підніжжя Болдиної гори розташований нині недіючий фонтан.
Окрім того, є музей історії Лісковиці, розташований на перехресті вулиць Льва Толстого і Князя Чорного.